# Desis martensi
Desis martensi is een spinnensoort in de taxonomische indeling van de Desidae.
Het dier behoort tot het geslacht Desis. De wetenschappelijke naam van de soort werd voor het eerst geldig gepubliceerd in 1872 door Ludwig Carl Christian Koch.